# 월터 버그
월터 버그(Walter Berg, ウォルター バーグ, 1947년생)은 영국의 점성가이며, 실제 황도대의 사실상의 성좌를 사용하는 항성황도대 체계인 그의 13 별자리(13성좌)의 항성황도대 점성술 체계로 알려져있다.

## 전기
버그는 잉글랜드 랭커셔주의 촐리에서 배리 파킨슨(Barry Parkinson)이라는 이름으로 태어났다. 1988년과 1994년 사이에, 그는 전자제품 수리에 대한 설명서들을 광범위하게 저술했고 과학 교육을 위한 교재를 출판했다.
1980년, 점성술을 공부하고 실천하던 그는 점성가 제프 메이오를 알게 되었고 그와 협력하여 13 별자리 점성술의 개발과 함께 몇몇 계획들을 진행했다.
1989년, 그는 뉴에이지와 문화 천문학의 특징을 지닌 월간 《저녁 하늘(The Evening Sky)》을 저술하기 시작했고, 신디케이트를 통해 지역의 신문, 학교, 대학교에 배급했고, 패킷 스위치 라디오망(Packet Switched Radio Network)을 통해 배포했다. 그는 BBC의 동부 자치주들과 3개국 라디오 그리고 독립 기지국 라티오인 호라이즌과 칠턴의 월간 보조 출연자였고, 영국의 수많은 라디오와 텔레비전에서 '숙련된 대변인'으로 알려졌다. 그는 과학의 대중적 이해를 촉진한 공로로 1993년에 왕립 학회로부터 COPUS(과학의 대중적 이해에 관한 위원회) 상을 받았다.
1995년, 버그는 《황도대의 13 별자리(The 13 Signs of the Zodiac)》를 출판했고, 그 책은 영국에서 잘 팔렸다. 《The 13 Signs of the Zodiac》은 1996년에 라디오 진행자 미즈이 구미(水井久美)에 의해 번역본으로 출판되었고, 그것의 초판 하루만에 다 팔려나갔다. 1996년 동안 내내, 버그는 매주 월요일마다, 9백만 명이 시청하는 일본의 전국적 프로그램인 후지 텔레비전의 '빅 투테이'에 출연했다. 1996~97년 동안 버그는 일본의 주요 잡지에 글을 게재했고 산케이 신문에 주간 칼럼을 기고했다. 버그는 일본에서 최고의 유명인사들과 정치인들의 13 별자리 단평을 구성해 오고 있다.
버그에 의한 13별자리의 소개는 일본의 팝문화에 특히 파이널 판타지(Final Fantasy) 시리즈에 뱀주인자리(Ophiuchus)의 등장을 분명히 했다.(뱀주인자리는 여왕 스텔라가 수집하는 마지막 스텔라지오 동전이다.) 1995년, 버그는 뱀주인자리의 기호를 제안했고, 그것은 일본에서 비교적 널리 사용되었다. 그 기호는 철자 U에 물결표를 겹쳐 놓은 것처럼 보인다. 2009년에, 그것은 에모지의 확장 부분으로써 유니코드 표준에 포함될 것이 제안되었다. 그 상징은 유니코드의 기타 부호(Unicode Miscellaneous Symbols) 6.0 버전(2010년 10월)의 코드페이지(U+26CE ⛎)에 추가되어오고 있다.
2008년, 그는 (그의 출생 때의 이름인 배리 파킨슨이라는 이름으로) 전통적인 12별자리 천궁도에 노미 마사히코로 인해 1970년대에 일본에서 인기있었던 개인 성격유형에 기반하는 혈액형 분류의 개념을 조합하여 48개의 성격 유형의 체계를 결과로 한 서적을 출판했다.
그는 현재 영국 런던 시, 메이페어와 일본 도쿄도, 시부야구에서 활동하고 있다.

## 13 별자리 점성술
서양의 회귀황도대 점성술은 칼데아인들에 의해 황도대가 소개된 이래로 여러 세기에 걸쳐 자전축의 세차운동으로 인해 동일한 이름의 천문학의 성좌로부터 훨씬 멀어져가고 있다. 대조적으로, 시간이 흐르면서 춘분점이 양자리로부터 멀어져가고 있어도, 항성황도대 점성술에서의 점성학적 별자리는 계속하여 천문학의 성좌와 붙어있다. 항성황도대 점성술은 전통적으로 인도의 조티샤에서만 실천되어오고 있지만, 1944년에 시릴 페이건에 의해 서양 점성술에도 소개되어 왔다. 그 이래로 서양 점성가들 가운데 소수는 페이건을 따라서 인도 점성술에서와 같이 항성황도대 체계를 사용해 오고 있다.
버그는 역사적인 전통으로부터 탈피하여, 항성 황도대와 1930년에 IAU(국제 천문 연맹)이 정의한 공식적 별자리의 경계를 결합하여 13 별자리의 체계를 만들었다. 이것은 점성학적 별자리가 같은 이름의 천문학의 성좌에서 태양이 지나는 시간과 직접적으로 상응되는 결과를 낳았다. 예를 들어, 태양은 처녀자리에서 45일을 지내며 전갈자리에서는 6일만을 지낸다. 13번째 별자리는 태양이 12월의 처음 두 주 동안을 지나는 때의 뱀주인자리이다.
| Sign | Sign       | Sign                    | 전통적 (회귀황도대의) 기간 | (2011년) IAU 성좌 기준의 기간 |
| ---- | ---------- | ----------------------- | -------------------------- | ----------------------------- |
|      | 양자리     | 숫양                    | 3월 21일 ~ 4월 20일        | 4월 18일 ~ 5월 13일           |
|      | 황소자리   | 황소                    | 4월 21일 ~ 5월 20일        | 5월 13일 ~ 6월 21일           |
|      | 쌍둥이자리 | 쌍둥이                  | 5월 21일 ~ 6월 21일        | 6월 21일 ~ 7월 20일           |
|      | 게자리     | 게                      | 6월 22일 ~ 7월 22일        | 7월 20일 ~ 8월 10일           |
|      | 사자자리   | 사자                    | 7월 23일 ~ 8월 22일        | 8월 10일 ~ 9월 16일           |
|      | 처녀자리   | 처녀                    | 8월 23일 ~ 9월 22일        | 9월 16일 ~ 10월 30일          |
|      | 천칭자리   | 처울                    | 9월 23일 ~ 10월 22일       | 10월 30일 ~ 11월 23일         |
|      | 전갈자리   | 전갈자리                | 10월 23일 ~ 11월 22일      | 11월 23일 ~ 11월 29일         |
|      | 뱀주인자리 | 뱀을 들고 있는 사람     |                            | 11월 29일 ~ 12월 18일         |
|      | 사수자리   | 궁수 또는 켄타우로스    | 11월 23일 ~ 12월 21일      | 12월 18일 ~ 1월 20일          |
|      | 염소자리   | 바다염소                | 12월 22일 ~ 1월 20일       | 1월 20일 ~ 2월 16일           |
|      | 물병자리   | 물동이를 지고 있는 사람 | 1월 21일 ~ 2월 18일        | 2월 16일 ~ 3월 11일           |
|      | 물고기자리 | 물고기                  | 2월 19일 ~ 3월 20일        | 3월 11일 ~ 4월 18일           |

버그는 공간에 있는 항성과 행성, 혜성 그리고 소행성이 태양의 자기장에 영향을 준다고 주장했다.: 그 결과 그 자기장은 지구 자기장에도 공통과 개인의 전기적, 화학적, 생물학적 체계에 영향을 끼친다고 한다. 그는 인간의 생명공명 체계는 특정한 우주공명의 주기에 맞춰질 수 있다고도 했다. 그는 차트를 구성할 때 지자기의 패턴을 형성하는 x와 y 좌표에 x 차원을 추가해서 사용했다. 그 z 좌표는 힘의 강도 변화 값에 해당한다.

## 출판 서적

### 영국
- 《The 13 Signs of the Zodiac》, HarperCollins (1995) ISBN 0-7225-3254-7
- 《Your Brilliant Guide to the 1999 Total Solar Eclipse》, Sigma Press (1999) ISBN 1-85058-676-4
- 《Your Universe and You: Your Brilliant Guide to the Night Sky》, Sigma Press (2000) ISBN 1-85058-731-0
- 《Under Starry Skies: Tracing Our Cosmic Heritage》, uvshift (2001) ISBN 0-9540211-0-X

### 일본
- 《황도대의 13 별자리(13星座の星占い)》, Shodensha Co. Ltd (1996) ISBN 4-396-10374-3
- 《13 황도대: 성격(13星座で本当の自分がわかる)》, Fusosha 扶桑社文庫 (1996) ISBN 4-594-02029-1
- 《13 황도대: 사랑(13星座・恋愛占い)》, Fusosha (1996) ISBN 4-594-02092-5
- 《천상의 소리(天空の企て)》, Fusosha (1997) ISBN 4-594-02276-6
- 《원탁의 기사: 점(円卓の騎士占い)》, Fusosha (2003) ISBN 4-594-04118-3
- 《아더왕과 원탁의 기사: 점(キング・アーサーと円卓の騎士占い)》, Fusosha (2004), ISBN 978-4-594-04654-5.
- バリー・パーキンソン(Barry Parkinson)의 《「혈액형 × 천궁도」: 48 개의 진짜 순위, 스스로 알아보기!(「血液型×星座占い」 48ランキングで本当の自分が分かる!)》 Fusosha (2008) ISBN 978-4-594-05806-7.